# Phaya Thai
Phaya Thai ({in thai: พญาไท, trascrizione IPA: pʰaˈjāː tʰāj) è uno dei 50 distretti (khet, in thai: เขต, tr. IPA: kʰɛːt) di Bangkok, in Thailandia. Si trova in una zona centrale della città e confina con i seguenti distretti (da nord in senso orario): Chatuchak, Din Daeng, Ratchathewi e Dusit. Gli omonimi Palazzo Phaya Thai, Thanon Phaya Thai e la stazione Phaya Thai si trovano nel vicino distretto Ratchathewi.

## Storia
Il distretto Phaya Thai fu istituito nel 1966 con parti dei territori che facevano parte dei distretti Dusit e Bang Kapi. Nel 1973 fu creato il distretto Huai Khwang scorporando parte del territorio di Phaya Thai e nel 1978 furono modificati i confini tra i distretti di Phaya Thai, Huai Khwang e Bang Kapi.
Il distretto Ratchathewi fu creato nel 1989 scorporando la parte sud di Phaya Thai. La strada (Thanon) Phaya Thai, che faceva parte di Phaya Thai, fu inclusa nel nuovo distretto. Nel 1993 fu istituito il distretto Din Daeng, di cui fanno parte territori che erano compresi nella zona est di Phaya Thai.
La strada Phaya Thai scorre lungo i distretti Ratchathewi e Pathumwan. Le stazioni Phaya Thai delle ferrovie soprelevate Airport Rail Link, che congiunge il centro città all'aeroporto Suvarnabhumi, e del Bangkok Skytrain si trovano nel distretto Ratchathewi, in strada Phaya Thai.

## Monumenti e luoghi d'interesse

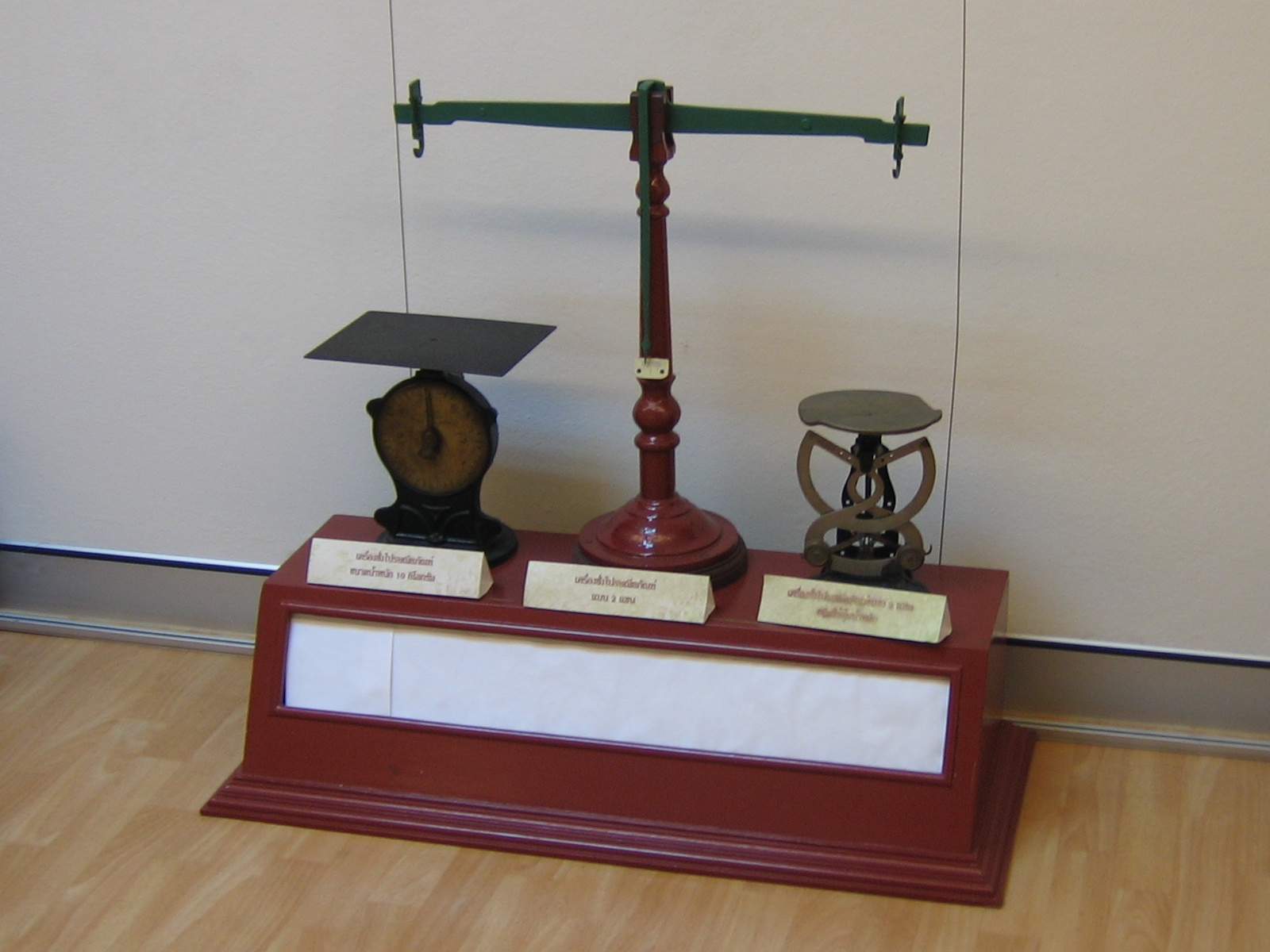
Vecchia bilancia al Museo filatelico

Buona parte della zona est del distretto è occupata da strutture di proprietà del Reale Esercito Thailandese, tra le quali lo Stadio sportivo dell'Esercito e la stazione televisiva Channel 5. Vi sono anche diversi edifici governativi come la sede della Government Savings Bank, il Ministero delle Finanze e il Ministero delle Risorse Naturali e dell'Ambiente. Il Wat Phai Tan (วัดไผ่ตัน) è il solo tempio buddhista del distretto.
La maggior parte degli abitanti sono concentrati nel quartiere Saphan Khwai (สะพานควาย), dove si trovano molti negozi, appartamenti e un centro commerciale della catena BigC. Il Museo filatelico thailandese fu trasferito in un nuovo edificio di Saphan Khwai nel dicembre 2004. Al suo interno vi sono anche i premi vinti in varie competizioni internazionali da filatelici thailandesi, manifesti che rappresentano francobolli rari thailandesi ecc.

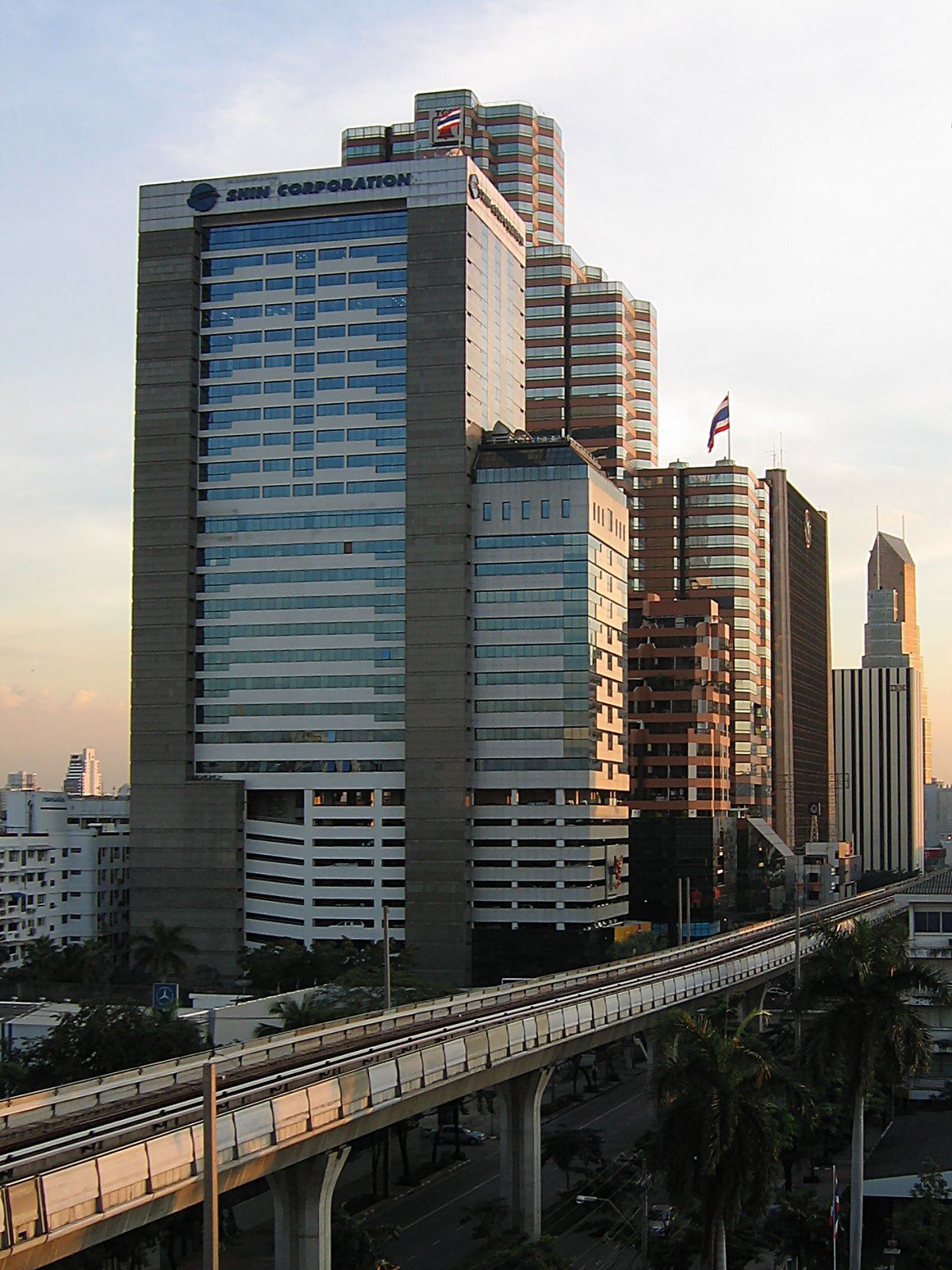
Strada Phahonyothin a Phaya Thai

## Geografia antropica

### Suddivisioni amministrative
Phaya Thai si divide nei due sottodistretti (khwaeng, in thai: แขวง, tr. IPA [kʰwɛːŋ]) di Sam Sen Nai (สามเสนใน) e Phaya Thai (พญาไท).

## Infrastrutture e trasporti
Il distretto è attraversato in senso longitudinale da Thanon Phahonyothin, una delle arterie stradali più importanti della Thailandia, che collega Bangkok con la frontiera birmana nell'estremo nord del Paese e che fa parte delle autostrade asiatiche AH1, AH2 e AH12. Lungo Phahonyothin si sviluppa la linea del Bangkok Skytrain, le cui stazioni di Sanam Pao, Ari e Saphan Khwai si trovano nel distretto. Phaya Thai è delimitato verso ovest dai binari della Ferrovia di Stato della Thailandia, che lo separano dal distretto di Dusit. Anche le stazioni di Sam Sen e di Pra Dipat sono condivise tra i due distretti. A est la strada sopraelevata Vibhavadi Rangsit fa da confine con il distretto di Din Daeng e verso nord si immette nell'autostrada a pedaggio Don Mueang, che conduce all'omonimo aeroporto prima di confluire nella Phahonyothin ancora più a nord.